# 데드풀 (영화)
《데드풀》(영어: Deadpool)은 2016년 공개된 미국의 슈퍼히어로 코미디 영화이다. 엑스맨 영화 시리즈의 여덟 번째 영화이며, 데드풀을 주인공으로 한 작품이다. 시각효과와 애니메이션 연출자였던 팀 밀러가 감독을 맡았고 렛 리스와 폴 워닉이 각본을 썼다. 주인공 웨이드 윌슨 / 데드풀 역에는 전작 《엑스맨 탄생: 울버린》에서 데드풀 역이었던 라이언 레이놀즈가 그대로 역할을 이어가며, 이외에 모레나 바카링, 에드 스크라인, T. J. 밀러, 지나 카라노 등이 출연하였다. 북미에서 2016년 2월 12일 개봉했다.

## 줄거리
웨이드 윌슨은 고속도로에서 에이젝스와 그의 부하 호송대를 매복한다. 매복하는 내내 윌슨은 시청자에게 그가 데드풀이 된 과정을 보여준다. 캐나다 특수부대 요원으로 불명예 제대한 윌슨은 프리랜서 용병으로 일하다 바네사라는 매춘부를 만난다. 그들은 낭만적으로 참여하고 1년 후 그녀는 그의 결혼 제안을 받아들인다. 그러나 윌슨은 나중에 말기 암 진단을 받고 바네사는 경고 없이 떠난다.
수수께끼의 채용 담당자가 윌슨에게 접근하여 암에 대한 실험적 치료법을 제안한다. 그는 에이젝스와 에인절 더스트가 운영하는 실험실로 이동하여 그의 몸에 잠재된 돌연변이 유전자를 깨우도록 고안된 혈청을 주입한다. 그들은 윌슨이 가질 수 있는 돌연변이를 유발하기 위해 며칠 동안 고문을 가했지만 성공하지 못했다. 윌슨이 에이젝스의 진짜 이름이 프랜시스임을 발견하고 그를 조롱했을 때 에이젝스는 주말 동안 주기적으로 그를 질식 직전으로 데려가는 저압 실에 윌슨을 떠난다. 이것은 마침내 윌슨의 암에 대항하는 재생 치유 인자를 활성화하지만 몸 전체에 화상과 같은 흉터로 심하게 손상된다. 그는 방에서 탈출하여 에이젝스를 공격하지만 그의 외모가 치료될 수 있다는 말을 듣고 후회한다. 혼돈 속에서 에이젝스는 윌슨을 제압하고 지금 불타는 실험실에서 그를 죽게 내버려 둔다.
윌슨은 새로운 치유 능력으로 살아남고 바네사를 찾는다. 그는 그녀가 자신의 새로운 모습을 거부할까봐 자신이 살아 있다는 사실을 그녀에게 밝히지 않는다. 가장 친한 친구인 위즐과 상의한 윌슨은 치료를 위해 에이약스를 추적하기로 결정한다. 그는 가면을 쓴 자경단원이 되어 "데드풀"(위즐이 죽은 웅덩이에서 그를 선택하는 데서 유래)이라는 이름을 채택하고 Al이라는 이름의 시각 장애인 노인 여성의 집으로 이사한다. 내년에 그는 모집 담당자가 에이젝스의 행방을 밝힐 때까지 많은 에이젝스 동료를 심문하고 살해한다. 이 정보를 통해 데드풀은 매복을 시행할 수 있다. 그는 에이젝스의 모든 심복을 죽이고 에이젝스 자신을 제압하고 치료를 요구하지만 X-Man 콜로서스와 그의 훈련생 네가소닉 틴에이지 워헤드가 그를 방해한다. 콜로서스는 데드풀이 자신의 방식을 고치고 X-Men에 합류하도록 설득하려고 시도하지만 데드풀은 그를 거절한다. 이 산만함을 이용하여 에이젝스는 에인절 더스트와 함께 탈출하고 재편성한다. 그런 다음 두 사람은 에이젝스가 바네사에 대해 듣는 위즐의 바로 향한다.
에이젝스는 바네사를 납치하고 폐기장에 있는 폐기된 헬리캐리어로 그녀를 데려간다. 이에 대한 응답으로 데드풀은 콜로서스와 네가소닉이 그녀를 되찾도록 도와달라고 설득한다. 그들은 에인절 더스트와 에이젝스의 부하들과 싸우고 데드풀은 에이젝스로 향한다. 전투 중에 네가소닉은 헬리캐리어를 안정화하는 장비를 실수로 파괴한다. 데드풀은 함선이 주변에서 무너지는 동안 바네사를 보호하고 콜로서스는 네가소닉과 에인절 더스트를 안전하게 운반한다. 에이젝스는 데드풀을 다시 공격하지만 압도적이다. 그는 처음부터 존재하지 않았던 치료법을 밝혔고, 콜로서스의 탄원에도 불구하고 데드풀은 에이젝스를 죽인다. 콜로서스는 앞으로 더 영웅적으로 되겠다고 약속한다. 그런 다음 바네사는 윌슨이 그녀를 떠난 것에 대해 화를 내며 꾸짖지만, 그녀는 그의 일그러진 얼굴을 보고 그가 그녀에게 돌아오지 않은 진짜 이유를 알게 된 후 그와 화해한다.

## 출연진

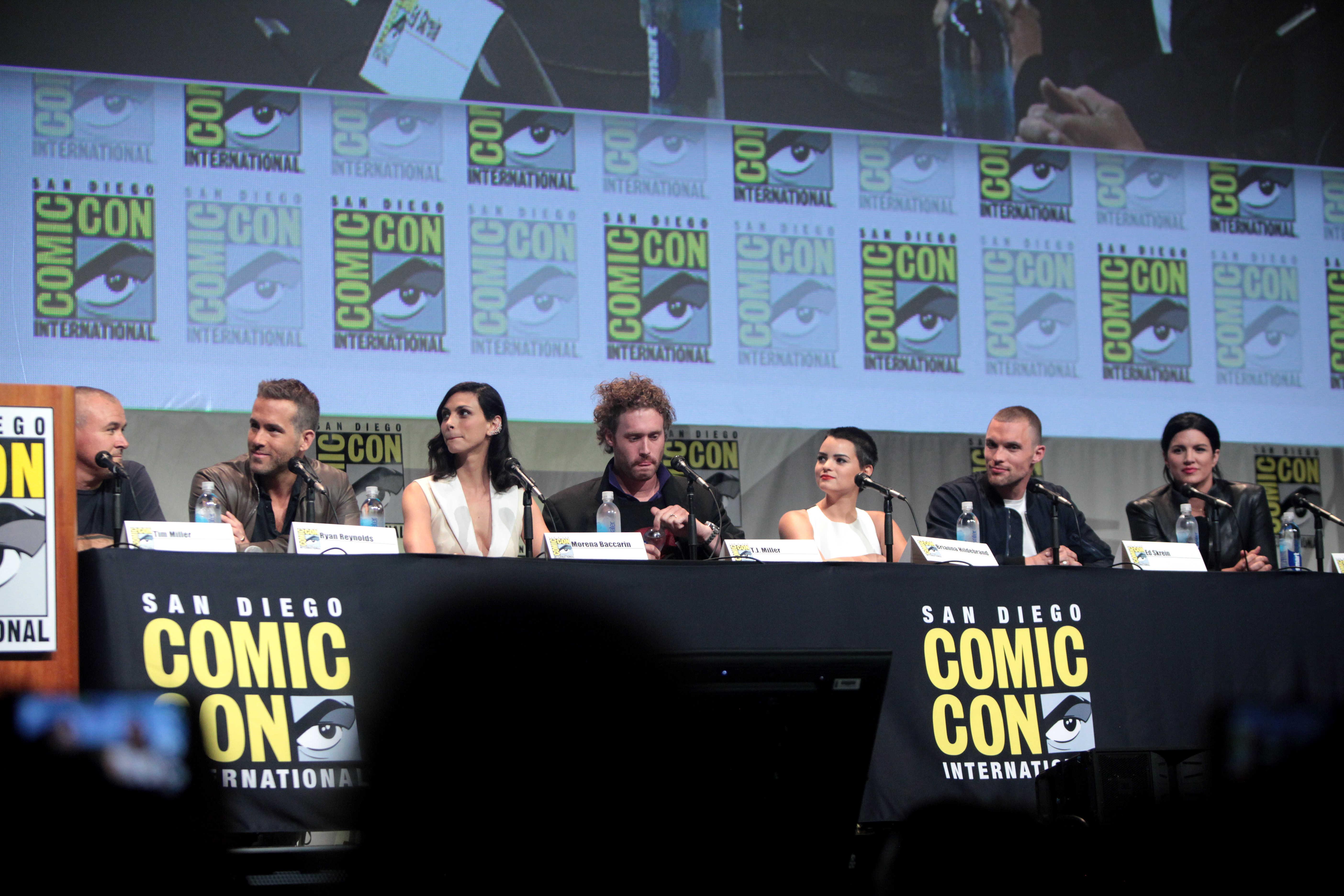
데드풀에 출연한 배우들.

- 라이언 레이놀즈 - 웨이드 윌슨 / 데드풀 역
- 모레나 바카링 - 버네사 역
- 에드 스크라인 - 프랜시스 / 에이잭스 역
- 지나 카라노 - 에인절 더스트 역
- T. J. 밀러 - 위즐 역
- 브리애나 힐더브랜드 - 네가소닉 틴에이지 워헤드 역
- 스테판 카피치치 - 콜로서스 역
- 레슬리 어검스 - 블라인드 앨 역
- 제드 리스 - 스미스 요원 역
- 카란 소니 - 도핀더 역

## 같이 보기
- 데드풀2